# 마이클 단트

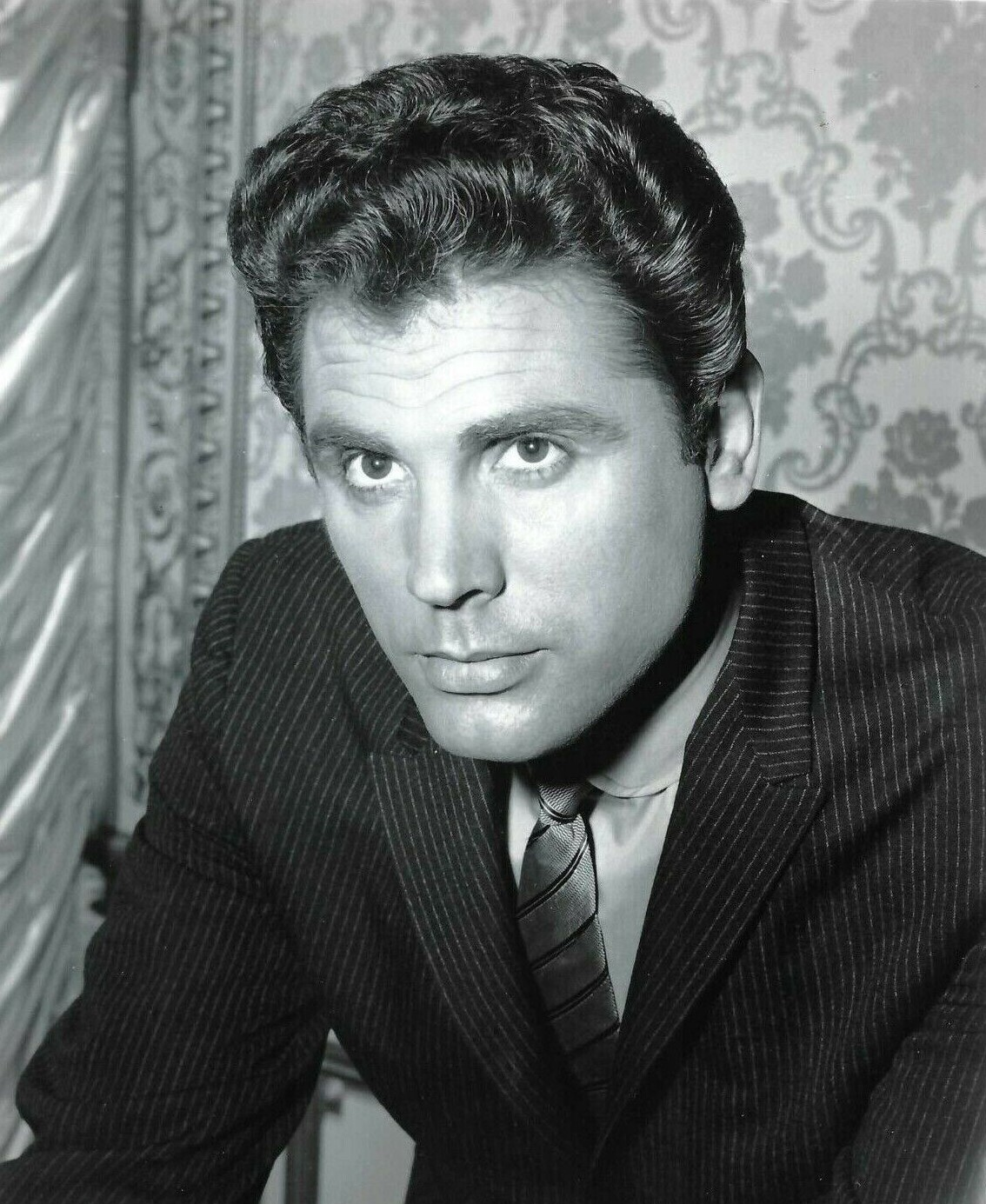

마이클 단테이(Michael Dante, 1931년 9월 2일 ~ )는 미국의 라디오 DJ, 야구 선수, 배우, 텔레비전 배우이다.
스탬퍼드에서 태어났다.

## 영화
- 케이지 (1989년)
- 콰이강의 다리 2 (1989년)
- 더 폴 가이 (1981년)
- 비욘드 이블 (1980년)
- 댓츠 더 웨이 오브 더 월드 (1975년)
- 윌러드 (1971년)
- 우리 생애 나날들 (1965년)
- 네이키드 키스 (1964년)
- 키드 갈라드 (1962년)
- 7인의 도둑 (1960년)
- 포트 돕스 (1958년)
- 페리 메이슨 (1957년)
- 콜트45 (1957년)
- 애정이 꽃피는 나무 (1957년) - 제시 가드너 역
- 상처 뿐인 영광 (1956년)
- 샤이안 (1955년)